# Cá Killi

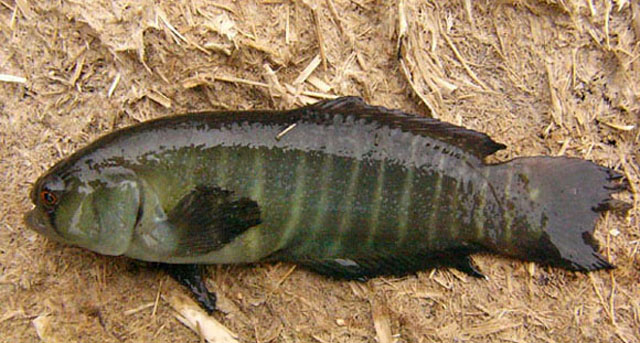
Một loài cá Killi

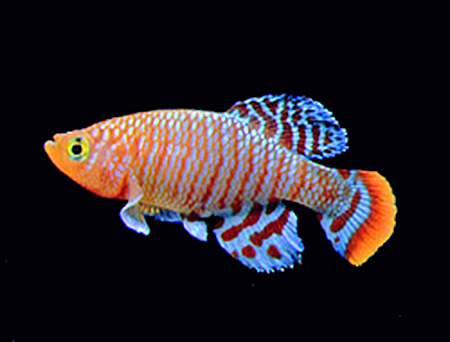
Một loài cá Killi

Cá Killi là bất kỳ loài cá đẻ trứng khác nhau (bao gồm cả họ Aplocheilidae, Cyprinodontidae, Fundulidae, Nothobranchiidae, Profundulidae, Rivulidae và Valenciidae). Nhìn chung, có 1.270 loài khác nhau của killi, họ lớn nhất là Rivulidae chứa hơn 320 loài.

## Tên gọi
Mặc dù killi đôi khi được sử dụng như một từ tiếng Anh tương đương với Cyprinodontidae, một số loài thuộc họ có tên gọi thông thường như pupfish và mummichog. Tên killi có nguồn gốc từ Hà Lan từ "kilde", có nghĩa là nhỏ lạch, vũng nước, kênh, mương vì chúng sống trong vùng biển phù du chứ hoàn toàn không phải là một loài cá sát thủ hay hung dữ như cái tên Kill theo như tên tiếng Anh của nó.

## Đặc điểm
Cá Killi có khả năng sống sót rất lâu ngay cả khi môi trường không có nước. Chúng giữ ẩm cho cơ thể bằng việc chui vào thân cây cổ thụ, cây dừa rỗng ruột hoặc ẩn dưới lớp lá rụng, như thế nó sẽ không bị mất nước và duy trì trao đổi chất như bình thường. Một số loài, như Kryptolebias marmoratus có thể sống sót ra khỏi nước trong vài tuần. Hầu hết killi là cá nhỏ, từ một đến hai inch (2,5 đến 5 cm), với các loài lớn nhất phát triển chỉ dưới 6 inch (15 cm). Thức ăn của killi chủ yếu dựa vào động vật chân đốt thủy sinh như côn trùng (muỗi) ấu trùng, động vật giáp xác thủy sản và sâu.
Một số loài Orestias từ Hồ Titicaca là ăn bằng cách lọc phù du. Những loài khác, chẳng hạn như loài Cynolebias, Megalebias và Nothobranchius ocellatus là cá ăn thịt và ăn chủ yếu là các loài cá khác. Jordanella floridae ăn rất nhiều tảo và thực vật khác. Nothobranchius furzeri cần nhiều thức ăn bởi vì nó phát triển một cách nhanh chóng, vì vậy khi thức ăn cung cấp không đầy đủ, cá lớn hơn sẽ ăn các loại cá nhỏ hơn. Flagfish, có nguồn gốc từ phía nam Florida, là một loài killi thường được tìm thấy trong các cửa hàng vật nuôi. Chúng rất hữu ích trong bể nuôi cá để kiểm soát tảo.

## Phân bố
Killi được tìm thấy chủ yếu ở các vùng nước ngọt hoặc nước lợ ở châu Mỹ, phía nam cũng như Argentina và xa về phía bắc miền nam Ontario. Ngoài ra còn có các loài ở miền nam châu Âu, trong phần lớn châu Phi ở phía nam cũng như KwaZulu-Natal, Nam Phi, Trung Đông và châu Á (như xa về phía đông như Việt Nam), và trên một số hòn đảo ở Ấn Độ Dương.
Killi không được tìm thấy ở Úc, Nam Cực, hay Bắc Âu. Phần lớn các killifish được tìm thấy trong dòng suối, sông, hồ, và sống giữa hai đến ba năm. Killi là phổ biến ở các nước châu Mỹ (Cyprinodon, Fundulus và Rivulus) cũng như ở châu Phi và châu Á (bao gồm cả Aphyosemion, Aplocheilus, Epiplatys, Fundulopanchax và Lacustricola) và miền nam châu Âu (Aphanius).